# Radek Martínek
Radek Martínek (ur. 31 sierpnia 1976 w Havlíčkovym Brodzie) – czeski hokeista, reprezentant Czech.

## Kariera
- Havlíčkův Brod (1995-1996)
- HC Czeskie Budziejowice (1996-2001)
- New York Islanders (2001-2004)
  -  Bridgeport Sound Tigers (2003)
- HC Czeskie Budziejowice (2004-2005)
- New York Islanders (2005-2011)
- Columbus Blue Jackets (2011-2012)
- HC Czeskie Budziejowice (2012)
- New York Islanders (2013-2014)

Wychowanek klubu HC Czeskie Budziejowice. W drafcie NHL z 1999 został wybrany przez New York Islanders. Wieloletni zawodnik tego klubu. W okresie lokautu NHL w sezonie 2004/2005 oraz od września do października 2012 roku w sezonie NHL (2012/2013) związany się z macierzystym HC Czeskie Budziejowice. Od stycznia 2013 roku po raz trzeci w karierze zawodnik New York Islanders.
Uczestniczył w turniejach Mistrzostw Świata w 2000, 2001, 2011.

## Sukcesy
Reprezentacyjne
- Złoty medal Mistrzostw Świata: 2000, 2001
- Brązowy medal Mistrzostw Świata: 2011

Klubowe
- Mistrzostwo 1. ligi czeskiej: 2005 z HC Czeskie Budziejowice

Indywidualne
- Ekstraliga czeska (1996/1997): najlepszy pierwszoroczniak sezonu